# 1815 у літературі

## Твори
- «Емма» — автор Джейн Остін.
- Г'ю Генрі Брекенрідж; сатиричний роман «Сучасне лицарство, або пригоди капітана Фарраго і Тіга О'Рігана, його слуги» (1792–1815) — відіграв значну роль у розвитку американського реалістичного роману.

## Народились
- 6 березня — Єршов Петро Павлович, російський поет, автор казки «Коник-горбунок» (помер у 1869).

## Померли
- 20 листопада — Ян Потоцький, польський письменник-романтик, учений-археолог, мандрівник (народився в 1761).